# Wapen van Bekkevoort

Het wapen van Bekkevoort sinds 1956.

Het Wapen van Bekkevoort is het heraldisch wapen van de Belgische gemeente Bekkevoort. Hetzelfde wapen is tweemaal toegekend: voor het eerst op 28 augustus 1935 en voor de tweede maal op 29 januari 1981.

## Geschiedenis
De complexe samenstelling van het wapen verwijst naar de geschiedenis van Bekkevoort. In 1436 kwam Bekkevoort in het bezit van Johanna van Loon-Heinsberg, die was getrouwd met Johan II van Nassau-Saarbrücken. Ten slotte kwam het in de vroege 17e eeuw in handen van het Huis Nassau-Dillenburg. Het gemeentewapen gaat dan ook terug op het oudste zegel van Bekkevoort uit 1694 dat het wapen van Willem Hendrik van Oranje als heer van Bekkevoort toont.

## Blazoen
Het huidige wapen heeft de volgende blazoenering:
Gevierendeeld 1. en 4. in lazuur, bezaaid met blokjes van goud, een leeuw van hetzelfde, geklauwd en getongd van keel, 2. en 3. in lazuur, bezaaid met herkruiste kruisjes met spitse voet van zilver, een leeuw van hetzelfde, gekroond van goud; een vrijkwartier gevierendeeld 1. en 4. gedwarsbalkt van tien stukken van goud en van keel, 2. en 3. in keel een dubbelstaartige leeuw van zilver, gekroond van goud. Het schild getopt met een prinsenmuts van het Roomse Rijk.— Ministerieel Besluit (29 januari 1981).
In 1935 werd het nog iets anders omschreven:
Gevierendeeld 1. en 4. in lazuur, bezaaid met blokjes van goud, met een leeuw van hetzelfde, genageld en getongd van keel, wat Nassau is, 2. en 3. in lazuur, bezaaid met kruisjes van zilver, met een leeuw van hetzelfde over alles heen, wat Saarbrucken is, met vrij kwartier gevierendeeld I en IV gedwarsbalkt van goud en van keel van tien stukken, wat Looz is, II en III in keel met een leeuw van zilver, gekroond van goud met gespleten staart, wat Heinsberg is, het schild getopt met de kroon van prins van het Duitsche Keizerrijk.— Ministerieel Besluit (28 augustus 1935).

## Verwante wapens

Wapen van het graafschap Nassau.
Wapen van het graafschap Saarbrücken.
Wapen van het graafschap Loon (Looz).
Wapen van de heerlijkheid Heinsberg.